# 滅翁文礼
滅翁文礼（めっとう もれい）は、宋代に活動した臨済宗松源派禅僧である。号を天目と称した。松源下2世。

## 生涯
乾道3年（1167年）、杭州臨安県で出生する。俗姓は阮氏。淳熙9年（1182年）、郷里の真相寺で智月和尚の許で修業し、阿育王山拙庵徳光に就いた後に薦福寺の松源崇嶽より印可を得た。
淳祐2年（1242年）6月、饒州薦福寺の住持となった後、南康軍廬山の開先華蔵禅寺の席を薫するが、再び薦福寺へ戻った。大悟の後は京城広寿寺、温州雁蕩山能仁寺、臨安府南屏山浄慈寺を経て明州天童山に歴住した。
淳祐10年10月10日（1250年11月5日）示寂。法嗣は横川如珙ならびに石林行鞏の2名を数える。